# Huntleya burtii
Huntleya burtii là một loài lan mọc ở Honduras, Nicaragua và Costa Rica.

## Hình ảnh

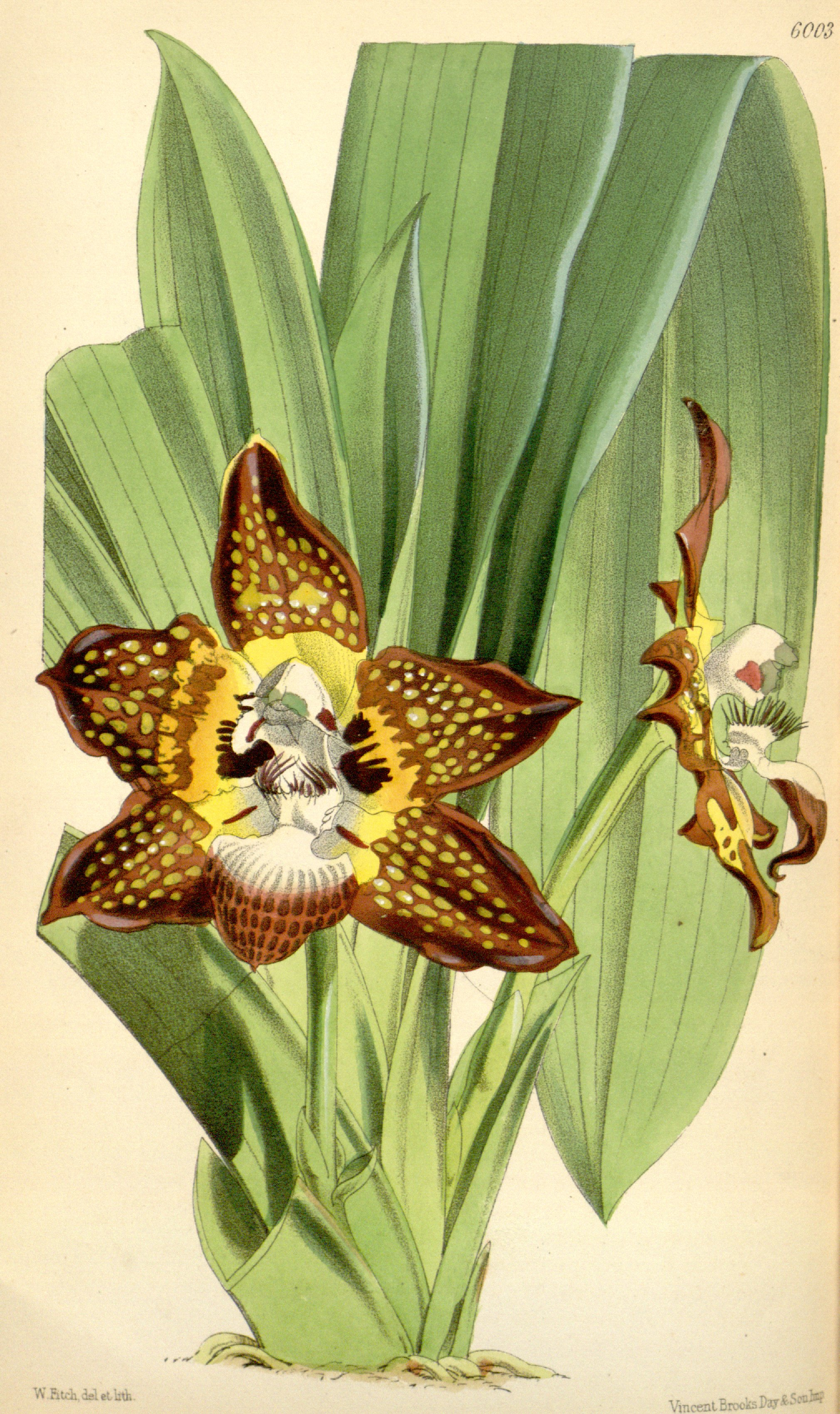
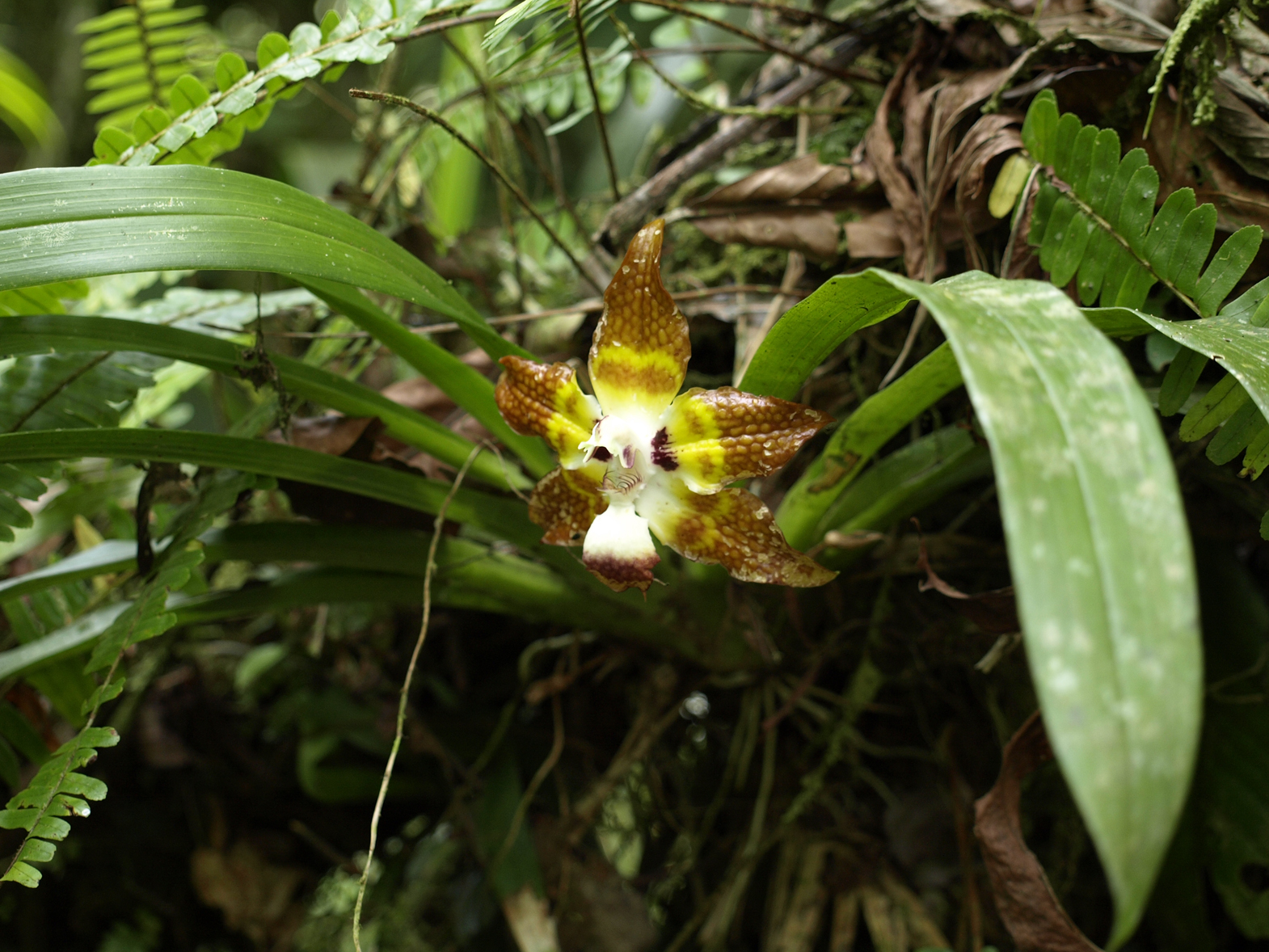